# 65784 Naderayama
65784 Naderayama è un asteroide areosecante. Scoperto nel 1995, presenta un'orbita caratterizzata da un semiasse maggiore pari a 2,2478553 UA e da un'eccentricità di 0,2892615, inclinata di 4,98185° rispetto all'eclittica.